# Emirat Daura
Daura ist ein traditioneller Hausastaat in Nordnigeria, der als Emirat zum Staat Katsina der Föderation von Nigeria gehört.

## Gründungsgeschichte
Die besondere Bedeutung von Daura ist in einer legendären Geschichte begründet, deren Gültigkeit von allen Hausa anerkannt wird. Die Stadt gilt als traditionelles Zentrum und Ursprung aller Hausastaaten. Dementsprechend betrifft seine Ursprungstradition, die Bayajidda-Legende, auch die anderen Hausastaaten und darüber hinaus weitere Staaten des Zentralsudan. Der Legende zufolge wurde die Stadt von der aus Palästina über Nordafrika eingewanderten Königin Magajiya und ihren Leuten gegründet. Später kam der aus Baghdad stammende Bayajidda über Bornu nach Daura, tötete die Schlange im Brunnen und heiratet die Königin. Um den Vollzug der Heirat hinauszuschieben, gab diese dem Helden eine Sklavin zur Konkubine. Er zeugte mit der Konkubine Karbagari den Stammvater der „sieben Banza-Staaten“ und später mit der Königin Bawo den Stammvater der „sieben Hausa-Staaten“. Zu letzteren zählt allerdings auch Biram (Garun ta-Gabbas), ein Sohn des Helden aus einer vorherigen Ehe mit einer Prinzessin aus Bornu, der Magira.
Die Bestimmung des historischen Haftpunktes der Legende bereitet Schwierigkeiten, da eine direkte Parallelisierung mit historischen Gegebenheiten ausgeschlossen ist. Dennoch ist festzustellen, dass die Legende sich nicht im luftleeren Raum bewegt, sondern in den Staatsämtern von Daura verankert ist. Während der großen, heute muslimischen Festprozessionen verkörpert der König den Schlangentöter Bayajidda und die amtliche Königinmutter Magajiya die gleichnamige legendäre Königin von Daura. Auch die hohen Beamten Galadima und Kaura spielen der Legende entsprechend vergleichbare Rollen im festlichen Kultdrama. Daraus wird ersichtlich, dass der Ursprung des Staates und der Ursprung der Legende zusammengehören. Unter Berücksichtigung des Kanaan-Bezuges der legendären Königin sind beide nach Ansicht von Dierk Lange auf staatsbildende Aktivitäten der Phöniker südlich der Sahara zurückzuführen.

## Islamisierung und Vasallität gegenüber Bornu
Dem Reichtum an Nachrichten zur Gründungsgeschichte steht der Mangel an Informationen zur späteren Ereignisgeschichte gegenüber. Selbst der Zeitpunkt der Einführung des Islams kann lediglich auf der Grundlage überlieferter Herrschernamen auf die Mitte des 18. Jahrhunderts datiert werden. Allgemein anerkannt ist die jahrhundertelange Vorherrschaft Bornus über die Hausastaaten. Bei der Zustellung der aus Sklavenkontingenten bestehenden Tributen hatte Daura die Rolle, diese Sklaven einmal im Jahr zu sammeln und gemeinsam nach Bornu zu schicken.

## Auswirkung des Sokoto-Dschihad: Sturz der Hausa-Dynastie
1804 erklärte der Fulani-Gelehrte Usman dan Fodio dem König von Gobir den Dschihad. In Folge überzogen seine überall im Hausaland lebenden Stammesgenossen auch die anderen Hausastaaten mit Krieg. Der lokale Anführer des Dschihad von Daura war Ishiaku, der vorher ein Schüler Usman dan Fodios gewesen war. Er eroberte die Stadt 1804-5, aber nach einer Zeit des Umherirrens konnten sich Mitglieder der alten Dynastie in Zango, 18 km östlich, und in Baure, 50 km südöstlich von Daura festsetzen.

## Beginn der Kolonialzeit: Rückkehr der Hausa an die Macht
Nach dem Tod des Fulani-Herrschers von Daura Muhamman Mai Gurdo (1876–1906) ernannte der britische Gouverneur Nordnigerias F. Lugard den Hausa-König von Zango Malam Musa (1904–1911) zum neuen "Emir" von Daura. Nach 99 Jahren des Exils wurde so ein Mitglied der alten Hausa-Dynastie erneut in Daura inthronisiert. Während alle Palastämter von Hausa besetzt wurden, verblieben wichtige Ämter der territorialen Verwaltung in den Händen der Fulani. Das Zusammenleben beider ethnischer Gruppen verläuft, trotz sporadischer Friktionen zwischen den Rinder hütenden Fulani und den Ackerbau betreibenden Hausa, im Großen und Ganzen friedlich.

## Bedeutende Hausa-Könige von Daura
| Beginn           | Ende             | König                                  |
| ---------------- | ---------------- | -------------------------------------- |
| 1778             | 1825             | Sarkin Gwari Abdu                      |
| 1825             | 1855             | Lukudi, Bruder des Sarkin Gwari Abdu   |
| 1855             | 1861             | Nuhu dan Sarkin Gwari Abdu             |
| 1877             | 1904             | Tafida dan Nuhu                        |
| 1906             | 1911             | Musa dan Nuhu                          |
| 1911             | 1966             | Abd ar-Rahman dan Musa (1881–1966)     |
| 1966             | 26. Februar 2007 | Muhammadu Bashar dan Umaru (2007–2007) |
| 28. Februar 2007 |                  | Umar Farouk dan Umar (* 1931)          |